# Dorothy Bussy
Dorothy Bussy (24 de julho de 1865 – 1 de maio de 1960) foi uma romancista e tradutora inglesa, próxima do Bloomsbury Group.

## Vida Pessoal

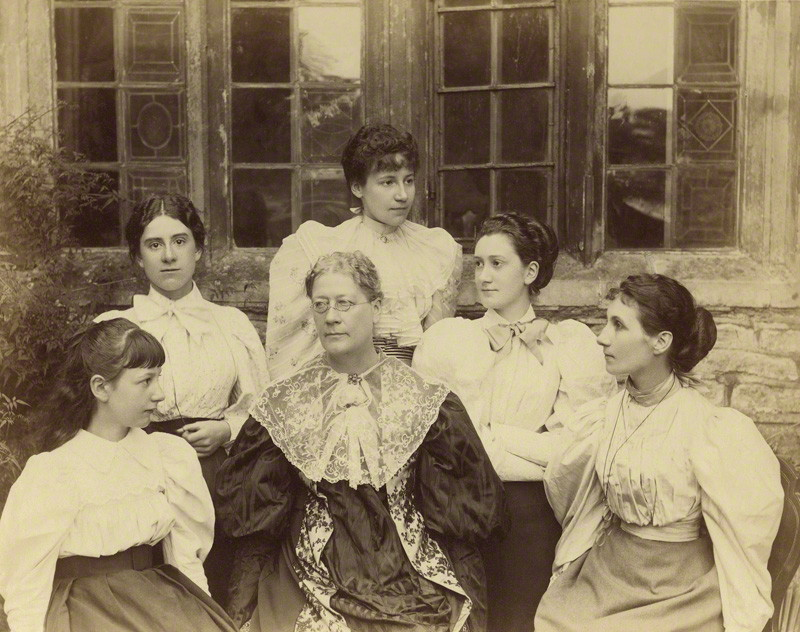
Lady Strachey e filhas, ca. 1893 (Dorothy é a 2ª da esquerda), impressão de albumina da autoria de Graystone Bird (1862–1943)

Dorothy Bussy, nascida Dorothy Strachey, era uma dos dez filhos da sufragista e escritora Jane Strachey e do Tenente-General Sir Richard Strachey. Lytton Strachey, escritor e crítico literário, e James Strachey, o primeiro tradutor inglês de Sigmund Freud, eram seus irmãos. Em criança frequentou a escola para meninas Marie Souvestre em Les Ruches, Fontainebleau, em França, e mais tarde na Inglaterra, quando foi criada a mesma escola em Allenswood. Foi pupila de Eleanor Roosevelt. Mais tarde, tornou-se professora na mesma escola.

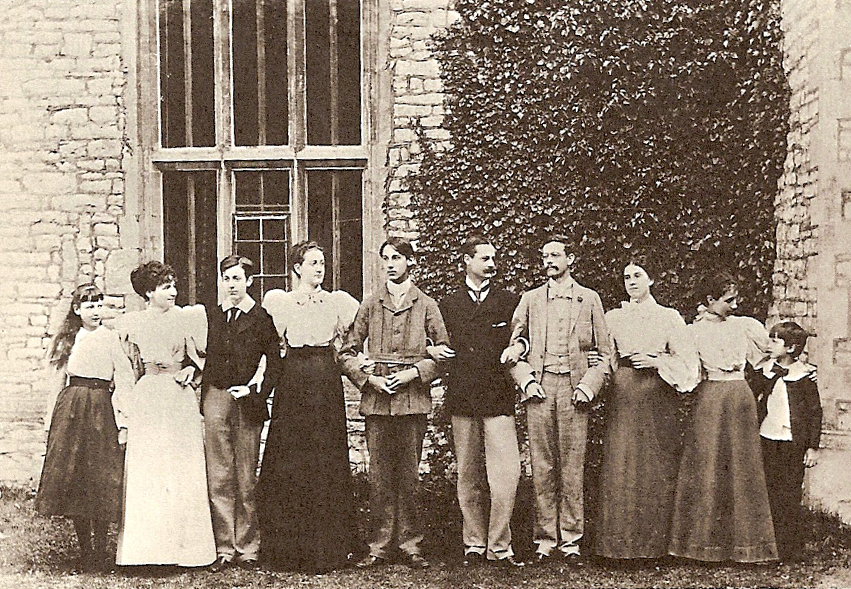
Os filhos e filhas de Sir Richard Strachey e Lady Macdonald (Dorothea é a 2a da esquerda)

Em 1903, Dorothy, então com 37 anos, casou com o pintor francês Simon Bussy (1870–1954), cinco anos mais novo, filho de um sapateiro da cidade de Dole e amigo próximo de Henri Matisse, estando no limiar do Grupo de Bloomsbury. Apesar do liberalismo dos seus pais, Dorothy Strachey permaneceu determinada a se casar com o pintor contra a vontade dos seus pais, algo que o seu irmão Lytton mais tarde referiu como um acto de "coragem extraordinária".
Fruto do seu casamento, teve a pintora Jane Simone Bussy (1906–1960).
Dorothy era bissexual e teve um caso com Lady Ottoline Morrell. Travou amizade com Charles Mauron, amante de EM Forster, e tornou-se amiga íntima do autor francês André Gide, que conheceu por acaso no verão de 1918, quando tinha 52 anos, e com quem iniciou uma animada correspondência. A amizade à distância durou mais de 30 anos. As suas cartas foram publicadas em Selected Letters of André Gide and Dorothy Bussy, de Richard Tedeschi, tendo a compilação sido publicada também em três volumes e em francês. As cartas originais estão preservadas na Biblioteca Britânica.

## Carreira literária
Dorothy Bussy publicou anonimamente o romance "Olivia" em 1949, impresso pela Hogarth Press, a editora fundada por Leonard e Virginia Woolf, no qual retratava os amores e desamores lésbicos numa escola para meninas, sob uma atmosfera emocional e sexualmente carregada da pedagogia erótica. Além de se basear nas suas próprias experiências enquanto aluna nas escolas de Marie Souvestre, o tema do romance foi essencialmente influenciado pelo filme alemão de 1931 Mädchen in Uniform, que foi distribuído em Inglaterra antes da Segunda Guerra Mundial, ou ainda no romance Claudine at School (1900), de Colette. O romance de Dorothy Bussy foi traduzido para o idioma francês e publicado na França com uma introdução de Rosamond Lehmann. Em 1951, o romance foi adaptado para o cinema por Jacqueline Audry no filme Olivia, sendo no entanto os elementos lésbicos atenuados. Uma dramatização de rádio da BBC foi transmitida na década de 1990 e em 1999 o seu romance foi classificado na posição 35 da lista dos "100 melhores romances lésbicos e gays" da Publishing Triangle.

## Obras

### Romances
- Olivia (1949)[3]

### Poesia
- Fifty Nursery Rhymes: with a commentary on English usage for French students (1950)[4]

### Traduções
- Velàzquez de Auguste Bréal (1905)[5]
- Antoine Watteau (1684-1721) de Camille Mauclair (1906)[6][7]
- Eugène Delacroix (1912)[8]
- Lafcadio's Adventures de André Gide (1928)[9][10]
- The Seventh Age, or Saint Saturnin de Jean Schlumberger (1933)[11]
- Return from the U.S.S.R. de André Gide (1937)[12]
- Strait is the Gate de André Gide (1943)[13]
- The Fruits of the Earth de André Gide
- Travels in the Congo de André Gide[14]
- The School for Wives de André Gide[15]
- The Private Memoirs and Confessions of a Justified Sinner de James Hogg (1947)[16]
- Two Symphonies (Isabelle & La Symphonie Pastoral) de André Gide (1949)[17]
- The Counterfeiters de André Gide (1951)[18]
- Dance and the Soul de Paul Valéry (1951)[19]
- The Vatican Cellars de André Gide (1952)[20]
- The Return of the Prodigal, Preceded by Five Other de André Gide (1953)[21]
- The Immoralist de André Gide (1953)[22]
- If I Die de André Gide (1957)[23][24]

## Legado e Homenagens
Olivia Records foi um coletivo fundado em 1973 para gravar e comercializar música feminina, nomeado em homenagem à heroína do romance de 1949 Olivia, de Dorothy Bussy.